# Gustavo Watson Bueco
Gustavo Watson Bueco fue un médico y político ecuatoguineano perteneciente a la etnia bubi.

## Biografía
Fue discípulo de Gregorio Marañón en la Universidad Complutense de Madrid y médico del seminario de Banapá. En 1961 se le concede la Orden de África, con la categoría de Comendador.
Fue uno de los primeros líderes de la Idea Popular de Guinea Ecuatorial (IPGE), partido que posteriormente abandonó. Entre 1960 y 1962 fue miembro de la Diputación Provincial de Fernando Poo.  En 1964 asumió como Consejero de Sanidad en el Gobierno Autónomo de Bonifacio Ondó Edu.
En 1967 se hace miembro del partido político Unión Bubi y participa en representación de este en la Conferencia Constitucional de Guinea Ecuatorial de 1967-1968, defendiendo la tesis de independencia separada de Fernando Poo y Río Muni. En las elecciones generales de 1968 fue elegido diputado de la Unión Bubi a la Asamblea Nacional.
Posteriormente, bajo la presidencia de Francisco Macías, asume como embajador de Guinea Ecuatorial en Camerún. Luego cayó en desgracia y en mayo de 1972 fue secuestrado en un avión presidencial, siendo asesinado. Su muerte fue denunciada por la Alianza Nacional para la Restauración Democrática (ARND).